# Alvalade (metrostation)
Alvalade  is een metrostation aan de Groene lijn van de Metro van Lissabon. Het station is geopend op 18 juni 1972.
Het is gelegen aan de Praça de Alvalade.